# Q (食感)

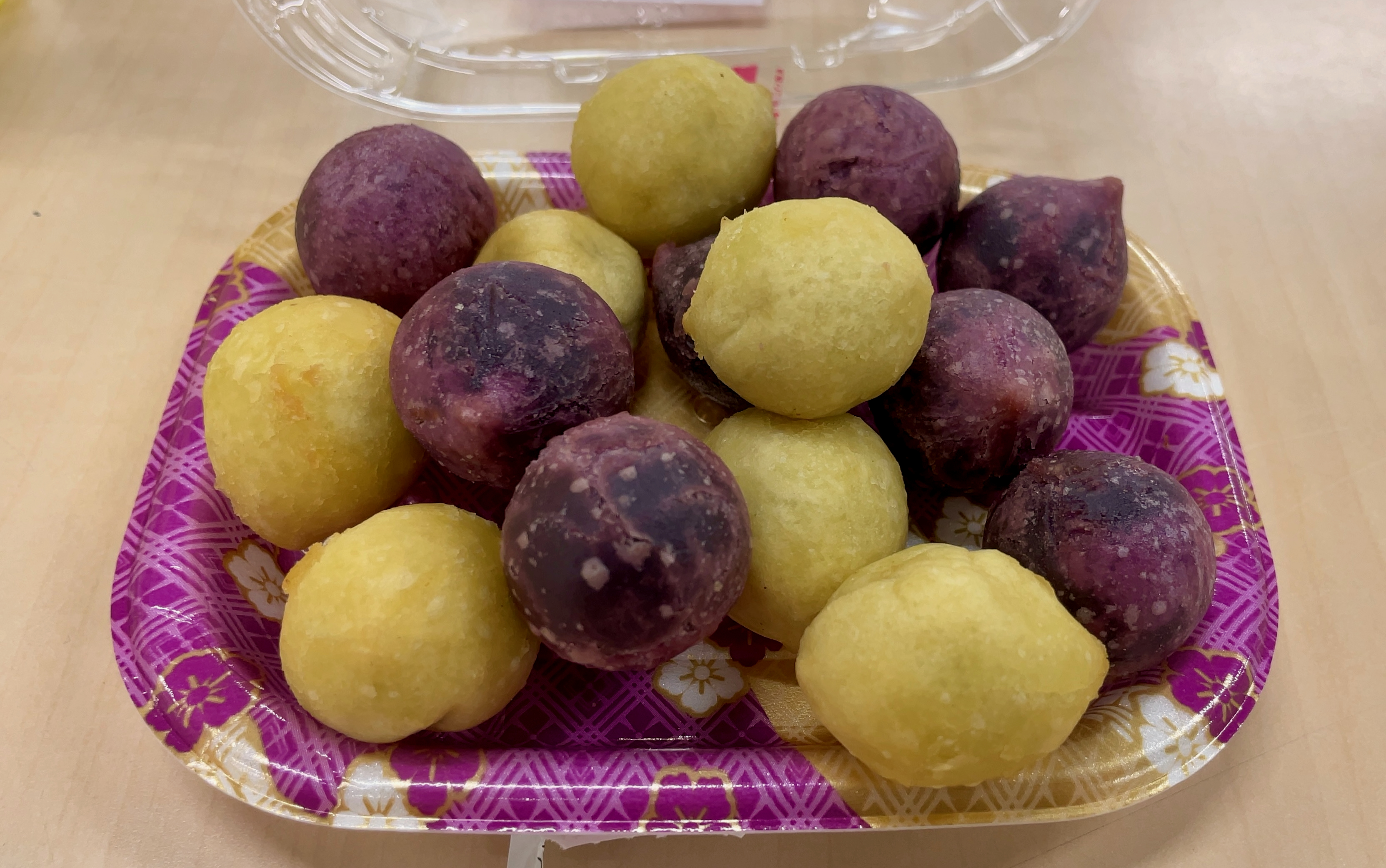
QQボール

Q（キュー）は、台湾で「弾力のある食感」「弾力のあるモチモチとした食感」「粘り気があるもちもちとした食感」を現わす語。台湾人が好む食感とされる。
イタリアのアルデンテに例えられることもある。日本の和菓子で例えるならば、わらび餅や大福の食感が挙げられる。
元々、台湾語において「粘り気」のことを「キウ」と発音していたが、これに当てはめる漢字が無かったため、アルファベットの「Q」で代用された。
台湾には、「Q」の文字が入った食べ物が多数あり、以下に例示する。
- 百香雙Q果 - タピオカとナタデココが入ったドリンク[2]。
- QQボール - サツマイモにタピオカを混ぜ、丸めて油で揚げた食品[2]。QQ蛋。QQ球。地瓜球。
- 金Q餅 - 月餅風のスイーツ[1]。
- 雪Q餅（シュエキュービン） - モチモチの甘いスイーツ[4]。